# Sonia Loenne
Sonia Loenne (* 1996 in Nizza als Sonia Marina Léonie Loenne) ist eine deutsche Jazzmusikerin (Gesang, auch Schlagzeug, Komposition).

## Wirken
Loenne wuchs ab 1997 in Leipzig auf. Von 2017 bis 2020 studierte sie Jazzgesang an der Hochschule für Musik Franz Liszt Weimar bei Michael Schiefel und Jeff Cascaro und wechselte dann an Hochschule der Künste Bern, wo sie 2021 ihren Bachelor mit Auszeichnung abschloss. Sie studierte dann im Masterstudiengang zeitgenössische Komposition an der Jazzfakultät der Hochschule der Künste u. a. bei Andreas Schaerer, Stefan Schultze und Django Bates.
Loenne gehört seit 2017 zum in Quartettbesetzung agierenden Rainald Brederling Quintett, mit dem das Album Angry Voicemail to E. A. (2022) entstand. Im Duo Bureau Bureau mit dem Berner Schlagzeuger Michael Cina produziert sie „eine aberwitzige Performance zwischen Jazzgesang und Spoken Word“ und veröffentlichte 2022 das Album Third Floor from the Left.
Weiterhin sang Loenne im Jazzchor Euphonics, arbeitet im Quartett von Christoph Gallio oder tritt in Solokonzerten auf, etwa bei den Leipziger Jazztagen 2021. Auch hat sie als Theatermusikerin gearbeitet. Sie ist zudem auf Veyls Mâneyrs EP Five Related Pieces (2020) zu hören.
Darüber hinaus war Loenne als Komponistin im Bereich der zeitgenössischen klassischen und experimentellen Musik tätig, u. a. verfasste sie ein Auftragswerk für das Berner Ensemble Proton («Protonwerk 12»). 2022 gewann sie mit Bureau Bureau den ZKB Jazzpreis und dessen Publikumspreis.